# Xiphochaeta delicatula
Xiphochaeta delicatula là một loài ruồi trong họ Tachinidae.